# Архипова, Элина Анатольевна
Эли́на Анато́льевна Архи́пова (5 марта 1960, Большой Шаплак, Марийская АССР) — марийский композитор, член Союза композиторов России (1989), лауреат Государственной премии Республики Марий Эл (2001), лауреат театральной премии имени Йывана Кырли (2001), заслуженный деятель искусств Республики Марий Эл.

## Биография
С 1968 года училась в музыкально-художественной школе-интернате (Йошкар-Ола) по классу фортепиано. Начала композиции изучала под руководством И. Н. Молотова. Будучи ученицей 4 класса, исполнила свои «Вариации на медведевскую народную тему» на VI пленуме Союза композиторов Марийской АССР.
В 1975—1979 годы училась на фортепианном отделении средней специальной музыкальной школе при Казанской государственной консерватории. В 1985 году окончила фортепианный факультет (класс профессора И. С. Дубининой), в 1987 году — композиторский факультет (класс профессора А. Б. Луппова; дипломная работа — Концерт для фортепиано с оркестром) Казанской консерватории.
С 1989 года преподаёт фортепиано и работает концертмейстером в Национальной президентской школе искусств № 1 для одарённых детей.

## Творчество
Творчество Э. А. Архиповой разнообразно по жанрам: опера, балет, увертюра, концерт для фортепиано с оркестром, камерно-инструментальные произведения для фортепиано, струнных и духовых инструментов, вокальные сочинения.
Выступает как пианистка с исполнением собственных произведений.

### Избранные произведения
для голоса
- Рубаят : Вокальный цикл для сопрано на слова О. Хайяма (1981)
- Северные песни : Вокальный цикл на слова Э. Седергран (1981)
- Марийские песни : Для меццо-сопрано и тенора (1982)
- «Плач невесты» : Вокальная поэма для голоса и фортепиано (1983)
- Романсы на слова В. Изиляновой : 1-я тетрадь(1988)
- Две вокальные миниатюры на слова В. Незвала (1988)
- Романсы на слова И. Караева : 1-я тетрадь (1989)
- Романсы и песни : для голоса и фортепиано (1989)
- В стране лотоса : Маленькая кантата для детского хора (1989)
- 1925 г. — 4-5 октября : Вокальный цикл на стихи С. Есенина в пер. В. Колумба (1989)
- Колыбельная. Сиротская : Две песни на стихи О. Ипая (2003)
- Любовная лирика поэтов мира : Вокальный цикл (2003)
- Вокальный цикл : на стихи марийских поэтов (2004)
- Четыре монолога : на стихи Германа Пирогова (2004)
- Венок марийских народных песен : 1-я тетрадь (2004), 2-я тетрадь (2005)
- Песни Черемухого листа : Вокальный цикл для голоса и кларнета (2005)
- оратория «Марий мландылан моктемуро» («Торжественная Ода Земле Марийской»; 2011), первое исполнение — 30.4.2011[1]

оперы
- «Алдиар» (2000), первое исполнение — 4.2.2001[2]

балеты
- «Красавица Пампалче» (2002)

симфонические
- увертюра «Пайрем» (Праздник; 1988)

для фортепиано
- Сонатина (1979)
- Полифоническая сюита (1986)
- Концерт для фортепиано с оркестром (1987)
- Фантазия (1988)
- 4 пьесы: Этюд «Черные и белые». Юмореска. В подражание Бартоку. Чертенята и бесенята (1989)

для струнных
- Марийские напевы : Сюита для скрипки и фортепиано (1986)
- Романс. Мелодия : для скрипки и фортепиано (1989)
- Посвящение. Perpetum mobile : Две пьесы для ансамбля скрипачей (1989)
- Ноктюрн и танец : для скрипки и фортепиано (1989)
- Соната-фантазия : для скрипки и фортепиано (1989)
- Пьеса в лёгких тонах : для ансамбля виолончелистов (1989)

для духовых
- Серенада : для гобоя и фортепиано (1989)
- Марийская рапсодия : для флейты и фортепиано (1989)
- Соната : для флейты и фортепиано (1988)
- Вечерняя мелодия. Летят журавли : Две пьесы для кларнета и фортепиано (2003)
- Две пьесы : для флейты и фортепиано (2005)

## Награды и признание
- Диплом I степени Всесоюзного конкурса молодых композиторов (1985) — за вокальную поэму «Плач невесты»
- Государственная премия Республики Марий Эл (2001)
- театральная премия имени Йывана Кырли (2001)
- Заслуженный деятель искусств Республики Марий Эл